# THE ORIGIN - A, B, or What?
THE ORIGIN - A, B, Or What?（ザ・オリジン エー・ビー・オア・ワット?）は韓国・カカオTVにて2022年3月19日から2022年5月7日まで毎週土曜午後5時、6時に放送されたオーディション番組。
カカオエンターテインメントとソニーミュージックの日韓合作編成で作られたこの番組は2つの中から1つ選ぶバランスゲームとK-POPを融合させたオーディション番組であることを謳っており、本番組によって全参加者13人の中から選抜された7人は「ATBO」としてISTエンターテインメントにてデビューを果たした。

## 略歴
2022年2月8日、ISTエンターテインメントが新しいボーイズグループのデビューにあたって、オーディション番組をKakao TVとSony Musicによる共同投資で企画及び制作されることが発表された。
2月11日、練習生を公開。
2月22日、同月26日に予定されていた初放送日を一部参加者の新型コロナウイルス感染により延期。
3月19日、放送開始。
5月7日、グループ名、デビューメンバーが決定。後にグループ名は「ABO」から現在の「ATBO」に改められた。またメンバーもヤン・ドンファがいじめ疑惑により脱退したことから、ウォン・ビンがデビューメンバーに合流した。

## 出演者

### 司会
- キム・ソニョン

### バランサー
- キム・ソンギュ
- コン・ミンジ
- JAY B
- Just Jerk（ファン・ギュホン、クァク・ユンヨン）

### ゲスト
- THE BOYZ（3話）
- Jay Park（6話、7話）
- Apink ボミ、ハヨン（6話、7話）
- VICTON セジュン、スビン（6話、7話）

## 参加者
| 名前               | 名前   | 出身     | 生年月日               | 練習生期間 | 最終結果                      |
| 日本語             | 韓国語 | 出身     | 生年月日               | 練習生期間 | 最終結果                      |
| ------------------ | ------ | -------- | ---------------------- | ---------- | ----------------------------- |
| チョン・ジュノ     | 정준호 | 大韓民国 | 2002年7月11日（22歳）  | 2年2ヶ月   | 最終選考脱落                  |
| キム・ミンソ       | 김민서 | 大韓民国 | 2003年1月11日（22歳）  | 2年8ヶ月   | 最終選考脱落                  |
| オ・ジュンソク     | 오준석 | 大韓民国 | 2003年3月3日（22歳）   | 3年        | 最終選考通過                  |
| リュ・ジュンミン   | 류준민 | 大韓民国 | 2003年4月5日（22歳）   | 2年        | 最終選考通過                  |
| チェ・ジヌク       | 최진욱 | 大韓民国 | 2003年5月20日（21歳）  | 2年8ヶ月   | 最終選考脱落                  |
| ペ・ヒョンジュン   | 배현준 | 大韓民国 | 2003年6月6日（21歳）   | 2年        | 最終選考通過                  |
| カン・デヒョン     | 강대현 | 大韓民国 | 2003年7月15日（21歳）  | 2年4ヶ月   | 第二次選考脱落                |
| ヤン・ドンファ     | 양동화 | 大韓民国 | 2003年8月19日（21歳）  | 2年9ヶ月   | 最終選考通過→デビュー白紙     |
| ソク・ラクウォン   | 석락원 | 大韓民国 | 2003年11月14日（21歳） | 2年10ヶ月  | 最終選考通過                  |
| チョン・スンファン | 정승환 | 大韓民国 | 2004年1月27日（21歳）  | 1年9ヶ月   | 最終選考通過                  |
| キム・ヨンギュ     | 김연규 | 大韓民国 | 2004年5月3日（21歳）   | 11ヶ月     | 最終選考通過                  |
| ウォン・ビン       | 원빈   | 大韓民国 | 2004年7月1日（20歳）   | 2年5ヶ月   | 敗者復活戦脱落→デビュー組合流 |
| パク・ジェフン     | 박재훈 | 大韓民国 | 2005年7月20日（19歳）  | 5ヶ月      | 敗者復活戦脱落                |

## 番組ルール
2つのチームに分かれてパフォーマンスを披露し、観客の投票のみで勝敗を決定させる。バランサーと呼ばれる審査員はパフォーマンスを直接視聴し、チーム内で一番上手くパフォーマンスしたと感じる参加者が該当となるACE（エース）と脱落候補のDEATH（デス）を決める。勝利したチームは全員が生き残り、負けたチームには脱落者が発生する。尚勝利チームのACEにはベネフィット点数が追加され、敗北チームのDEATHが脱落者となる。
デビュー組は最終回の際に7人組であることが発表され、視聴者投票によって選ばれた5名とバランサーによって選ばれた2名によって構成される。

## 審査内容及び結果

### 第1ゲーム
第1ゲームは2回のラウンドに分けて行われ、2つのラウンドの合計投票数が多いチームが勝利となり、負けたチームのデスに選ばれた人が脱落となった。
| チーム                                    | ラウンド  | 得票数 | 結果 | 楽曲                                  | メンバー | エース         | デス           |
| ----------------------------------------- | --------- | ------ | ---- | ------------------------------------- | --- | -------------- | -------------- |
| A                                         | 1ラウンド | 118    | 勝利 | BTS「MIC Drop」                       | ヤン・ドンファ、ソク・ラクウォン、リュ・ジュンミン、チェ・ジヌク、チョン・ジュノ、ウォン・ビン、パク・ジェフン     | パク・ジェフン | ウォン・ビン   |
| A                                         | 2ラウンド | 118    | 敗北 | BM「13IVI」                           | ヤン・ドンファ、ソク・ラクウォン、リュ・ジュンミン、チェ・ジヌク、チョン・ジュノ、ウォン・ビン、パク・ジェフン     | パク・ジェフン | ウォン・ビン   |
| B                                         | 1ラウンド | 106    | 敗北 | ATEEZ「HALA HALA」                    | オ・ジュンソク、チョン・スンファン、キム・ヨンギュ、カン・デヒョン、チョン・ジュノ、キム・ミンソ、ペ・ヒョンジュン | オ・ジュンソク | カン・デヒョン |
| B                                         | 2ラウンド | 106    | 勝利 | BIGBANG（GD&T.O.P）「쩔어（Zutter）」 | オ・ジュンソク、チョン・スンファン、キム・ヨンギュ、カン・デヒョン、チョン・ジュノ、キム・ミンソ、ペ・ヒョンジュン | オ・ジュンソク | カン・デヒョン |
| 最終勝利: Aチーム、脱落者: カン・デヒョン |           |        |      |                                       | |                |                |

### 第2ゲーム
負けたチームはそのチームのメンバー全員が脱落し、そのうち4人が敗者復活枠として復活することができる。また、勝利チームのデスと敗者チームのエースは生存者と敗者が入れ替わりとなる。
| チーム        | 得票数 | 結果 | 楽曲                    | メンバー                                                                                             | エース           | デス         |
| ------------- | ------ | ---- | ----------------------- | --- | ---------------- | ------------ |
| A（ソルティ） | 61     | ★    | THE BOYZ「The Stealer」 | オ・ジュンソク、ソク・ラクウォン、キム・ヨンギュ、チェ・ジヌク、ウォン・ビン、チョン・ジュノ         | キム・ヨンギュ   | ウォン・ビン |
| B（スイート） | 53     |      | THE BOYZ「THRILL RIDE」 | パク・ジェフン、ヤン・ドンファ、チョン・スンファン、リュ・ジュンミン、ペ・ヒョンジュン、キム・ミンソ | リュ・ジュンミン | 非公開       |

| 名前               | ポジション | 結果 | 楽曲                           |
| ------------------ | ---------- | ---- | ------------------------------ |
| キム・ミンソ       | ボーカル   | 復活 | Sam Kim「No 눈치（NO SENCE）」 |
| ペ・ヒョンジュン   | ダンス     | 復活 | 非公開                         |
| ウォン・ビン       | ダンス     | 脱落 | 非公開                         |
| パク・ジェフン     | ラップ     | 脱落 | 「걔（→ あいつ）」             |
| ヤン・ドンファ     | ボーカル   | 復活 | Sam Kim「Make Up」             |
| チョン・スンファン | ダンス     | 復活 | キム・ソニ「인연（Fate）」     |

### 第3ゲーム
第1ラウンド
個人点での対決となる。勝利チームはメンバー全員に100点のベネフィットを受けることができる。尚エースに選ばれた人はチームの結果関係なく100点加算され、逆にデスに選ばれた人は100点減点される。
| 楽曲               | チーム | 得票数 | 結果 | メンバー           | 個人点数 | エース         | デス               |
| ------------------ | ------ | ------ | ---- | ------------------ | -------- | -------------- | ------------------ |
| GOT7「Hard Carry」 | A      | 71     | 敗北 | オ・ジュンソク     | 100      | オ・ジュンソク | チョン・ジュノ     |
| GOT7「Hard Carry」 | A      | 71     | 敗北 | キム・ミンソ       | 0        | オ・ジュンソク | チョン・ジュノ     |
| GOT7「Hard Carry」 | A      | 71     | 敗北 | チェ・ジヌク       | 0        | オ・ジュンソク | チョン・ジュノ     |
| GOT7「Hard Carry」 | A      | 71     | 敗北 | チョン・ジュノ     | -100     | オ・ジュンソク | チョン・ジュノ     |
| GOT7「Hard Carry」 | A      | 71     | 敗北 | リュ・ジュンミン   | 0        | オ・ジュンソク | チョン・ジュノ     |
| INFINITE「BTD」    | B      | 133    | 勝利 | キム・ヨンギュ     | 100      | ヤン・ドンファ | チョン・スンファン |
| INFINITE「BTD」    | B      | 133    | 勝利 | ソク・ラクウォン   | 100      | ヤン・ドンファ | チョン・スンファン |
| INFINITE「BTD」    | B      | 133    | 勝利 | チョン・スンファン | 0        | ヤン・ドンファ | チョン・スンファン |
| INFINITE「BTD」    | B      | 133    | 勝利 | ペ・ヒョンジュン   | 100      | ヤン・ドンファ | チョン・スンファン |
| INFINITE「BTD」    | B      | 133    | 勝利 | ヤン・ドンファ     | 200      | ヤン・ドンファ | チョン・スンファン |

第2ラウンド
第2ラウンドはシグナルソングでのパフォーマンスを披露して観客とバランサーの投票によって決定される。観客は1票につき10点加算され、複数人に投票が可能になっており、バランサーは50点加算されるエースと50点減点されるデスを決める。デビューメンバー7人中5人は観客とバランサーを合算させた点数が高い上位5人によって構成され、2人はバランサーによって決定される。
| 順位 | 名前               | 得票数       |
| ---- | ------------------ | ------------ |
| 1位  | チョン・スンファン | 1740         |
| 2位  | オ・ジュンソク     | 1710         |
| 3位  | ソク・ラクウォン   | 1520         |
| 4位  | リュ・ジュンミン   | 1380         |
| 5位  | ぺ・ヒョンジュン   | 1270         |
| -    | ヤン・ドンファ     | バランサー枠 |
| -    | キム・ヨンギュ     | バランサー枠 |

## 使用楽曲
シグナルソング
- RUN

第一次選考
- BTS「MIC DROP」
- ATEEZ「HALA HALA」
- BIGBANG（GD&T.O.P）「쩔어（Zutter）」
- BM「13IVI」

第二次選考
- THE BOYZ「The Stealer」
- THE BOYZ「THRILL RIDE」

敗者復活戦
- Sam Kim「No 눈치（NO SENCE）」
- Sam Kim「Make Up」
- キム・ソニ「인연（Fate）」

ファイナルラウンド
- GOT7「Hard Carry」
- INFINITE「BTD」

## 参加メンバーのその後
| 名前               | 活動形態           | 事務所                    | 活動の詳細 |
| ------------------ | ------------------ | ------------------------- | --- |
| チョン・スンファン | ATBO（2022.7.27-） | ISTエンターテインメント   | 2022年「ATBO」としてデビュー。 |
| オ・ジュンソク     | ATBO（2022.7.27-） | ISTエンターテインメント   | 2022年「ATBO」としてデビュー。 |
| ソク・ラクウォン   | ATBO（2022.7.27-） | ISTエンターテインメント   | 2022年「ATBO」としてデビュー。 |
| リュ・ジュンミン   | ATBO（2022.7.27-） | ISTエンターテインメント   | 2022年「ATBO」としてデビュー。 |
| ペ・ヒョンジュン   | ATBO（2022.7.27-） | ISTエンターテインメント   | 2022年「ATBO」としてデビュー。 |
| ウォン・ビン       | ATBO（2022.7.27-） | ISTエンターテインメント   | 2022年「ATBO」としてデビュー。 |
| キム・ヨンギュ     | ATBO（2022.7.27-） | ISTエンターテインメント   | 2022年「ATBO」としてデビュー。 |
| ヤン・ドンファ     | POLARIX（2025 - ） | Idol Youth Entertainment  | 「ATBO」としてデビュー予定であったもののデビュー組から離脱。2024年、SBS系「STARLIGHT BOYS」に参加し、最終8位で「POLARIX」としてデビュー。 |
| カン・デヒョン     | 練習生             | Urbanworks→rbw            | MBC系「少年ファンタジー」に出演後、rbwの練習生グループ「New ID」に合流。2025年、NXDとしてデビュー予定。                                   |
| キム・ミンソ       | B.D.U（2024 - ）   | Stone Music Entertainment | 2024年、「Build Up」に参加し、「B.D.U」としてデビュー。                                                                                   |
| チョン・ジュノ     | NOMAD（2024 - ）   | NOMAD Entertainment       | 2024年、NOMADとしてデビュー。 |

## 放送
| 放送国 | 放送社   | チャンネル      | 放送時間         |
| ------ | -------- | --------------- | ---------------- |
| 韓国   | MBN      | -               | 毎週土曜 午後5時 |
| 韓国   | Kakao TV | -               | 毎週土曜 午後6時 |
| 韓国   | 1theK    | -               | 毎週土曜 午後6時 |
| 日本   | Abema TV | K WORLD         | 毎週土曜 午後5時 |
| 日本   | Abema TV | Abema Special 2 | 毎週土曜 午後5時 |

| # | 放送日        | 放送時間 | リンク | 視聴率 | 放送内容                              | 生存人数 |
| - | ------------- | -------- | ------ | ------ | ------------------------------------- | -------- |
| 1 | 2022年3月19日 | 55分50秒 | ◯      | 0.293% | 第1ゲーム 第1ラウンド                 | 13人     |
| 2 | 2022年3月26日 | 51分13秒 | ◯      | 0.249% | 第1ゲーム 第2ラウンド                 | 12人     |
| 3 | 2022年4月2日  | 49分45秒 | ◯      | 0.211% | 第2ゲーム前編                         | 12人     |
| 4 | 2022年4月9日  | 49分28秒 | ◯      | 0.396% | 第2ゲーム後編                         | 10人     |
| 5 | 2022年4月16日 | 50分15秒 | ◯      | 0.396% | 敗者復活戦                            | 10人     |
| 6 | 2022年4月23日 | 57分6秒  | ◯      | 0.191% | 第3ゲーム 第1ラウンド前編             | 10人     |
| 7 | 2022年4月30日 | 47分16秒 | ◯      | 0.095% | 第3ゲーム 第1ラウンド後編、番組内企画 | 10人     |
| 8 | 2022年5月7日  | 53分32秒 | ◯      | 0.145% | 第3ゲーム 第2ラウンド                 | 7人      |